# Pachycephala phaionota
Pachycephala phaionota е вид птица от семейство Pachycephalidae.

## Разпространение
Видът е разпространен в Индонезия.